# Periphyllus tokyoensis
Periphyllus tokyoensis är en insektsart som beskrevs av Sorin 1990. Periphyllus tokyoensis ingår i släktet Periphyllus och familjen långrörsbladlöss. Inga underarter finns listade i Catalogue of Life.